# Antigo Pártenon

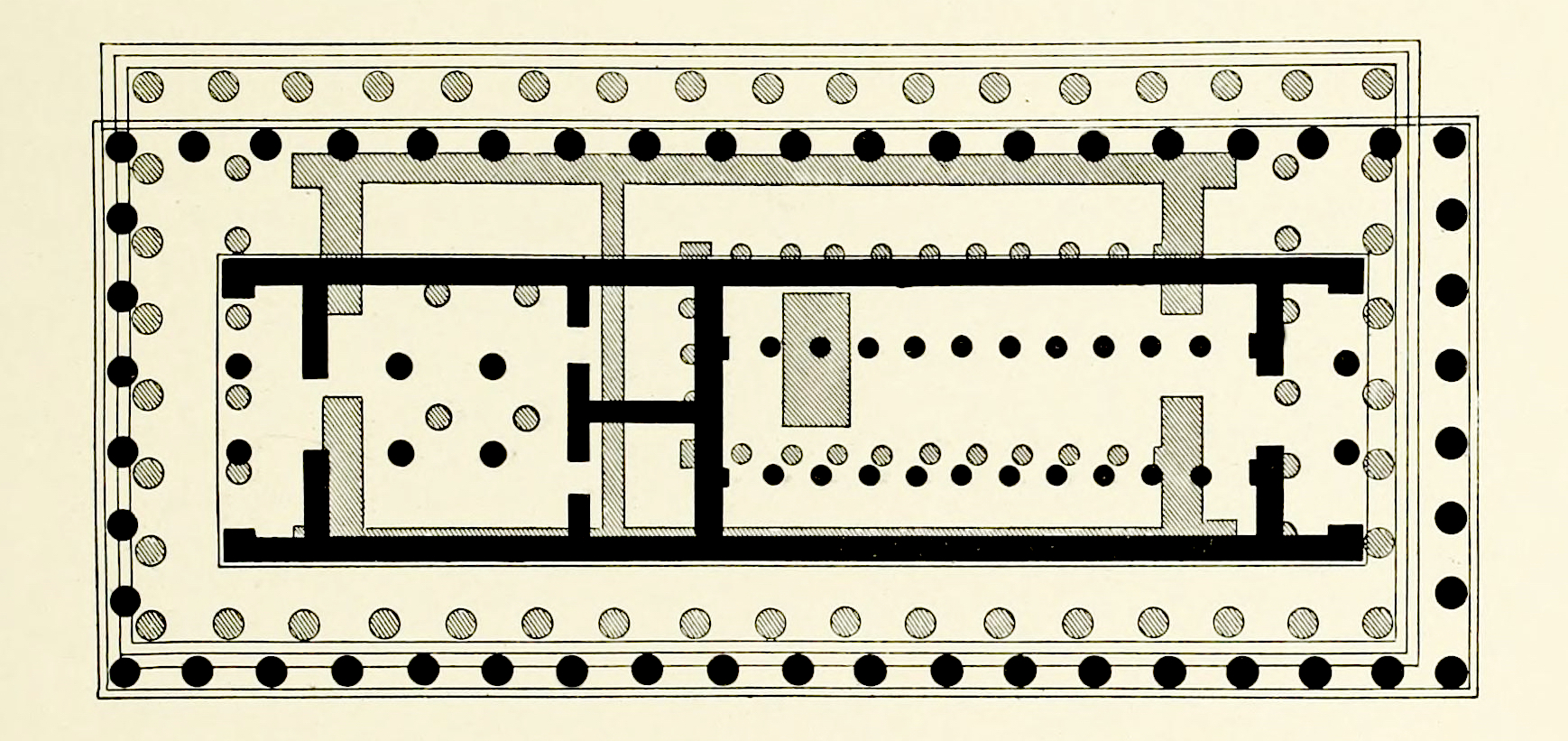
Em preto, o antigo Partenon; em cinzento, o Partenon de Péricles.

O antigo Pártenon ou pré-Partenon, como é geralmente designado, foi a primeira tentativa de construção de um santuário para Atena Partenos no sitio do atual Partenon, que teve início pouco tempo depois da batalha de Maratona (cerca de 490-488 a.C.), nas sólidas fundações calcárias que se estendiam e nivelavam a parte meridional do cimo da Acrópole. Este edifício substituíra o então Hecatompedon e encontrava-se ao lado do antigo templo dedicado a Atena Polias. O antigo Partenon, geralmente referido como pré-Partenon, estava então em construção quando os persas saquearam a cidade em 480 a.C., incendiando praticamente todos os edifícios da acrópole.

## História
Após o fim da segunda guerra persa, os atenienses incorporaram muitos elementos arquitetóticos do inacabado templo (fustes de colunas caneladas, triglífos, métopas) na muralha a norte da nova construção da acrópole, servindo como um importante "memorial de guerra", hoje em dia visíveis. A existência de dois proto-Partenons e suas respectivas demolições foram do conhecimento de Heródoto e os tambores das colunas estavam claramente expostos no muro setentrional do Erecteion. Para além disto, outra prova material da tal estrutura fora revelada pelas escavações de Panagis Kavvadias de 1885—1890: os resultados desta escavação permitiram que Wilhelm Dörpfeld, o então director do instituto arqueológico alemão, confirmasse a existência de uma substrutura distinta do Partenon original, denominado por Dörpfeld de "Partenon I", que não estava imediatamente abaixo do atual edifício, como teria sido presumido anteriormente. A observação de Dörpfeld baseia-se no facto de que os três níveis do primeiro Partenon consistiam em dois patamares de mármore de Paros, proveniente da ilha de Poros, o mesmo da fundação, e de um patamar superior de calcário Karrha que estava coberto pelo nível mais baixo do Partenon de Péricles. Esta plataforma era mais pequena e ligeiramente mais a norte do último Partenon; isto sugere que este patamar teria sido construído para um outro edifício completamente diferente, agora totalmente tapado. Tal representação foi de algum modo complicada pela publicação do relatório final sobre as escavações de 1885—1890, que indicava a infra-estrutura como contemporânea das paredes de Címon, que implicara uma datação posterior à do primeiro templo.
Se o Partenon original foi efetivamente destruído em 480 a.C., resta desvendar o porquê de o sítio ter permanecido em ruínas por 33 anos. O primeiro fundamento tem por base o juramento estipulado pelos aliados gregos antes da batalha de Plateias em 479 a.C., que declarava que os santuários destruídos pelos persas não deveriam ser reconstruídos, um juramento do qual os atenienses foram inocentados somente com a Paz de Calias, em 450 a.C. Uma das causas disso estava provavelmente no custo do material necessário para a reconstrução de Atenas após o saque persa. Bert Hodge Hill, com base nas suas escavações, propôs a existência de um segundo Partenon, começado no período de Címon após 468 a.C.; Hill sustentava a ideia de que o patamar de calcário Karrha que Dörpfeld acreditava ser o mais elevado do Partenon I, fosse na verdade o mais baixo dos três níveis do Partenon II, cujas dimensões do estilóbato foram calculadas por Hill em 23.51 x 66.888 m.
Uma das dificuldades em datar o proto-Partenon reside no facto de que, na época da escavação de 1885, o método arqueológico de seriação ainda não estava totalmente desenvolvido: a descuidadosa escavação e a terraplanagem do local levou à perda de importantíssimas informações. Uma nova tentativa de dar um sentido aos fragmentos de cerâmica encontrados na Acrópole adveio com o trabalho de dois volumes de Graef e Langlotz publicado entre 1925—1933. Isto rapidamente inspiraria o arqueólogo americano William Bell Dinsmoor a tentar definir a datação da plataforma do templo e das cinco paredes escondidas sob o reterraceamento da acrópole. Dinsmoor concluiu que a última data possível para o Partenon I não fosse anterior a 495 a.C., contradizendo a datação precedente fornecida por Dörpfeld. Dinsmoor negou, inclusive, a outrora existência de dois proto-Partenons e que o único templo anterior a Péricles fosse aquele denominado por Dörpfeld, o Partenon II. Dismoor e Dörpfeld tiveram uma troca de opiniões enunciadas no American Journal of Archaeology de 1935.